# 3571 Milanštefánik
A 3571 Milanštefánik (ideiglenes jelöléssel 1982 EJ) egy kisbolygó a Naprendszerben. Antonín Mrkos fedezte fel 1982. március 15-én.